# Republic, Missouri
Republic är en stad i Christian County, och Greene County, i Missouri. Vid 2010 års folkräkning hade Republic 14 751 invånare.